# 聖なる高台
聖なる高台 (せいなるたかだい ヘブライ語:בָּמָה  [bāmāh])とは、古代カナンで用いられた神々への礼拝所。後にこの地に入植したヘブライ人も利用し、旧約聖書にも登場する。
なお、「聖なる高台」とは新共同訳聖書での訳語で、口語訳聖書では高き所 、文語訳聖書では崇邱 (たかをか/たかきところ)と訳す。原語のバマは本来「高い所」というほどの意味で、現代ヘブライ語では「舞台」の意味でも用いられる。
形式は、神(特にアシェラ)の依代となる聖木や石柱があり、これに付随して建物と祭壇が設けられている。
原語の意味の通り丘陵地に設けられるのが普通だが、後には人工の高台や大木の下にも設けられた。
ヘブライ人たちは、自分たちの神ヤハウェを祀る為にもこれを用いた。サムエル記上第9章では、サムエルとサウルが出会い、会食する舞台となっている。
また、列王記上第3章によれば、ソロモン王はギブオンにある聖なる高台で千頭もの生贄を捧げ、それによってヤハウェから、名高い智恵を授かったという。
また、ヘブライ人たちは後に、ヤハウェとともに異民族の神であるバアルやアシェラ、天体の神々をも崇めるようになり、それらも聖なる高台で祀った。
これらの神々への崇拝や異民族の習慣である聖なる高台の使用は、純正なヤハウェ信仰を守ろうとする聖職者層から敵視されるが、ソロモン王をはじめとする多くのイスラエル王国為政者たちはこれを容認した。
列王記下第23章によれば、南ユダ王国のヨシヤ王は、異民族の習慣であるこの聖なる高台の使用を禁じ、ヤハウェへの祭祀はエルサレム神殿でのみ行うよう命じた。だがそれでも一掃はできず、聖なる高台での神々への祭祀はエレミヤの時代まで続いていたという(エレミヤ書第19章)。